# Miltogrammini
Tribu
Les Miltogrammini sont une tribu d'insectes diptères brachycères de la famille des Sarcophagidae.

## Liste des genres
Selon ITIS (25 sept. 2012) :
- genre Allenanicia
- genre Amobia
- genre Anicia
- genre Arabiopsis
- genre Euaraba
- genre Eumacronychia
- genre Euphyto
- genre Euphytomima
- genre Eusenotainia
- genre Gymnoprosopa
- genre Gymnopsidia
- genre Hilarella
- genre Macronychia
- genre Metopia
- genre Oebalia
- genre Opsidia
- genre Opsidiopsis
- genre Opsidiotrophus
- genre Phrosinella
- genre Ptychoneura
- genre Senotainia
- genre Sphenometopa
- genre Sphixapata
- genre Taxigramma